# Гавриленко, Анатолий Александрович
Анатолий Александрович Гавриленко (17 апреля 1883 — декабрь 1942) — российский и советский биолог, зоолог, специалист по анатомии беспозвоночных и профессор.

## Биография
Анатолий Александрович Гавриленко родился в 1883 году в Курской области. В 1908 году окончил Санкт-Петербургский государственный университет. В 1918 году стал ассистентом на физико-математическом факультете. С 1929 по 1931 год был доцентом биологического факультета. С 1929 год заведовал кафедрой зоологии беспозвоночных, а с 1933 кафедрой сравнительной анатомии. В 1931 году стал профессором биологического факультета.
Анатолий Александрович Гавриленко умер в декабре 1942 года в блокадном Ленинграде. Был похоронен на Пискаревском мемориальном кладбище.

## Основные работы
- Die Entwicklung des Geruchsorgans bei Salmo salar // Anatomischer Anzeiger. 1910. Vol. 36, pp. 411-427.;
- Die evolution des karpus bei der praboscidiern. Jena, 1924;
- Die anomale entwicklung des zentralnervensystems bei einem hϋhnerembrya. Jena, 1925;
- Die entwicklung vorgänge im prachordalgebret bei den geckonen. Leipzig, 1930.;
- Головная кишка и хорда ящериц // Труды Ленинградского общества естествоиспытателей. 1937. Т.56. Вып.1.;